# 中野種一郎
中野 種一郎（なかの たねいちろう、1876年9月20日 - 1974年1月24日）は、日本の政治家、実業家。伏見町長、伏見市長を経て、衆議院議員や、京都放送会長、京都商工会議所会頭、日本商工会議所副会頭、関西経済連合会副会長などを歴任した。

## 人物・経歴
京都府乙訓郡調子村（現・長岡京市）生まれ。佛教専門学校（現佛教大学）卒業。家業の酒造業に従事する。1908年に紀伊郡会議員となり、以後4期務めた。また、1909年3月からは伏見町会議員となって、3期務めた。1914年からは郡会議長も務めた。1923年の郡制廃止まで郡会議長と議員を務めた。1926年8月3日に伏見町長に就任した。1929年5月1日、市政施行に伴い市長臨時代理者に就任した。同月18日に市長に当選した。1931年4月1日に伏見市は京都市に編入された。同年6月22日に京都市会議員の増員選挙が行われ、伏見区選挙区から立憲政友会公認で立候補して初当選を果たした。同年9月25日、京都府会議員に京都市伏見区選挙区から立候補して当選した。1932年2月に第18回衆議院議員総選挙に京都府第2区から立憲政友会公認で立候補して、当選した。これに伴い、同年3月9日に府議を辞職した。1933年、市会議員に再選した。1936年6月13日に市議を辞職した。戦後は日本自由党京都府連顧問を務めたが、その後、無党派になった。1945年10月に宝酒造の監査役となった。1946年10月に京都商工会議所会頭となった。1947年関西経済連合会副会長。1951年日本商工会議所副会頭。同年京都放送取締役会長。1956年藍綬褒章受章。1959年京都産業観光センター取締役会長。同年紺綬褒章受章、藍綬褒章飾版。1964年日本WHO協会会長。同年勲三等旭日中綬章受章。1970年京都市名誉市民。1971年勲二等瑞宝章受章。1974年正四位。

## 家族
- 次男・武雄[9]（衆議院議員）